# Општина Верешти (Сучава)
Верешти (рум. Vereşti) општина је у Румунији у округу Сучава.
Oпштина се налази на надморској висини од 272 m.